# Johan Sederholm
Johan Sederholm (né le 26 octobre 1722 et mort le 17 février 1805) est un commerçant, un armateur et un industriel finlandais. 
Ses services à la couronne lui vaudront d'être parmi les personnalités parrainées par le roi Gustave IV Adolphe de Suède. En 1777, Gustave IV Adolphe de Suède l'autorise à acheter le manoir de Herttoniemi et les terrains de Kumpula. Il possède aussi plusieurs scieries, des chantiers navals et une usine de voiles pour bateaux.
Son habitation, appelée Maison Sederholm, est l'un des bâtiments du Musée municipal d’Helsinki.
Il est enterré dans le tombeau familial du cimetière de l'église Ulrika Eleonora. En 1827, l'église et le cimetière sont fermés et le corps de Johan Sederholm est transféré au cimetière du Parc de la Vieille église d'Helsinki dans un tombeau conçu par Carl Ludwig Engel.

## Galerie

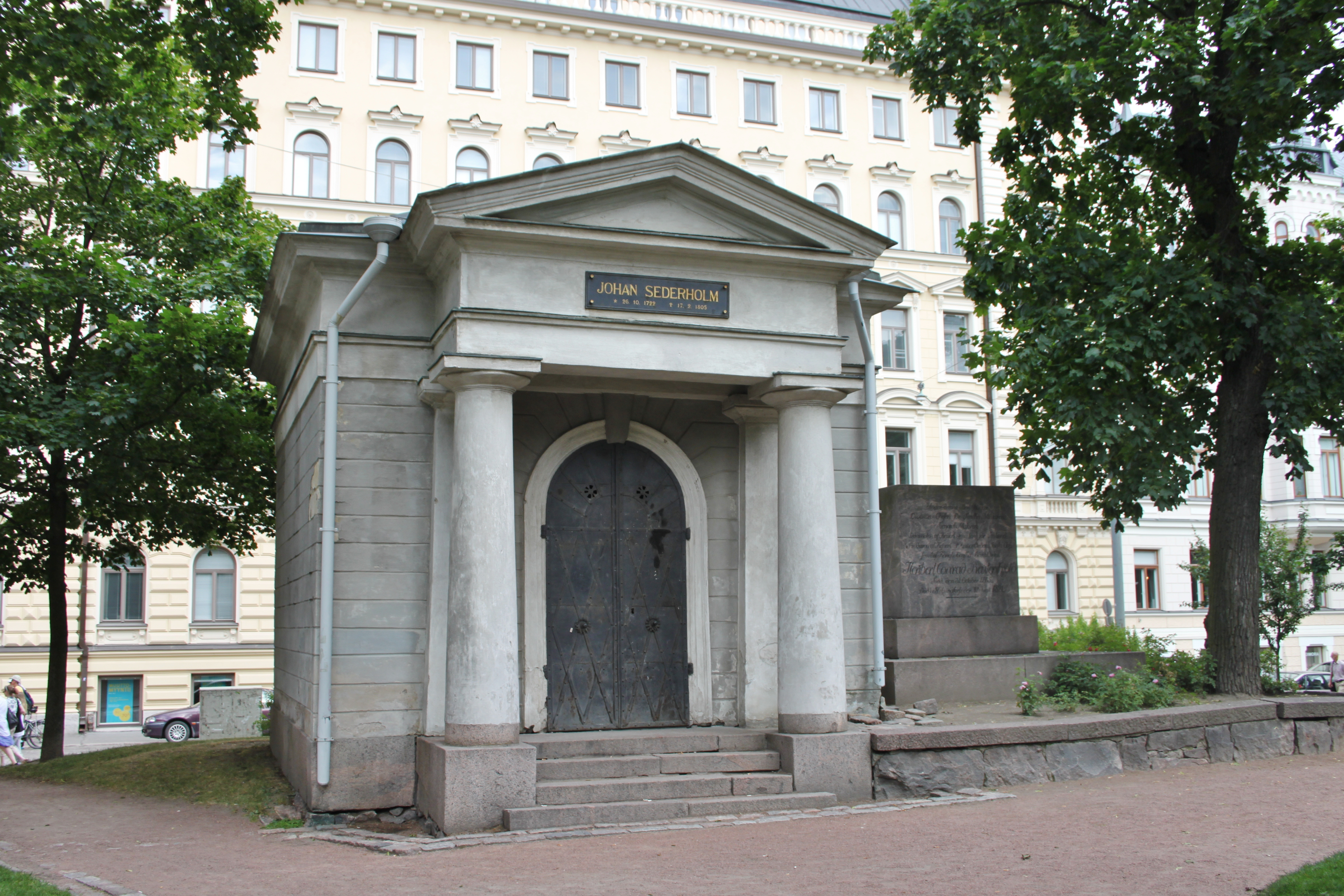
Tombeau de Johan Sederholm (1828).